# Bahlul Barles
Bahlul Barles fou un amir de Xah Rukh i amir al-umara de Qaydu ibn Pir Muhammad.
Quan el 1409 Qaydu va rebre com a soyurgal les regions de Kabul, Gazni i Kandahar, Xah Rukh li va assignar un amir de confiança, Bahlul Barles, que actuava com a supervisor general.
Bahlul va donar suport a la revolta de Xaikh Nur al-Din (1410) i quan aquest fou derrotat el 1411, fou cridat a la cort d'Herat; finalment fou perdonat i va poder retornar al costat de Qaydu perquè ja sota Tamerlà era molt addicte a Pir Muhammad ibn Jahangir, el pare de Qaydu.
Allí fou nomenat amir al-umara i va tenir tant de poder que se li va pujar al cap; va conspirar per eliminar a Qaydu i posar al tron a son germà Tenjer o Sanjar. Qaydu va tenir coneixement del complot es va posar fora de l'abast dels conspiradors, informant seguidament a l'emperador. Aquest va enviar a l'amir Anuixirwan Barles i alguns membres del clan Kutxin o Kujin, amb 10.000 cavallers; molts dels conjurats en veure que arribava un exèrcit imperial van abandonar la conspiració. Qaydu, que disposava de poques tropes, ara es va veure al front d'un gran exèrcit amb el qual va marxar contra els rebels que es van dispersar i la majoria va fugir. Qaydu va anar aleshores a la cort a agrair l'ajut de Xah Rukh.
Bahlul i un altre amir, Hasan Aktaji, confiant en la clemència de l'emperador, van anar a la cort on van confessar la seva culpa i van aconseguir ser perdonats (1416)(297). No torna a ser esmentat.